# Speocyclops cinctus
Speocyclops cinctus is een eenoogkreeftjessoort uit de familie van de Cyclopidae. De wetenschappelijke naam van de soort is voor het eerst geldig gepubliceerd in 1983 door Monchenko.